# Leópolis
Leópolis é um município brasileiro do estado do Paraná e na microrregião de Cornélio Procópio. Fundada em 1951 a uma altitude de 485 metros, sua área total é de 364,3 km² e 4 145 habitantes, o que implica uma densidade demográfica de 11,38 h/km².
Os vizinhos de Leópolis são: Santa Mariana a leste, Cornélio Procópio a sueste, Sertaneja a oeste, Uraí a sudoeste e o estado de São Paulo a norte.